# Palaquium amboinense
Palaquium amboinense är en tvåhjärtbladig växtart som beskrevs av William Burck. Palaquium amboinense ingår i släktet Palaquium och familjen Sapotaceae. Inga underarter finns listade i Catalogue of Life.